# Sint-Genesiuskerk (Sint-Genesius-Rode)

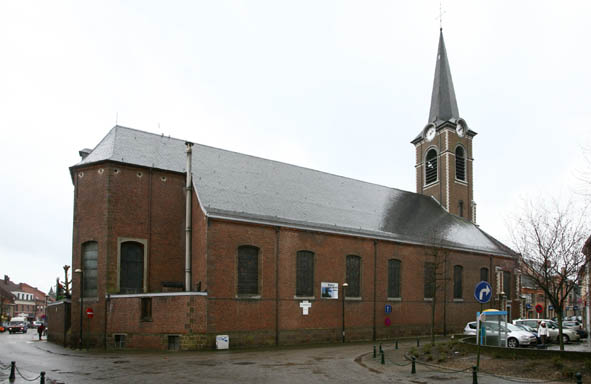
Sint-Genesiuskerk

De Sint-Genesiuskerk is een parochiekerk in de Vlaams-Brabantse plaats Sint-Genesius-Rode, gelegen aan de Dorpsstraat 40.

## Geschiedenis
Het betreft de oorspronkelijke parochiekerk van Sint-Genesius-Rode die in 1190 voor het eerst werd vermeld. De parochies van Beersel en Linkebeek waren van deze parochie afhankelijk. De oudste delen van de huidige kerk zouden 15e-eeuws zijn. In 1530 werd de kerk ingrijpend verbouwd en werd een nieuw koor opgericht. Omstreeks 1780 werd, in opdracht van de Abdij van Vorst, de kerk vergroot naar ontwerp van Laurent-Benoît Dewez.
Uit de Priorij Zevenborren, die in 1783 werd opgeheven, werd een deel van de inventaris opgekocht: twee zijaltaren, twee biechtstoelen, preekstoel, orgel, doksaal en lambrisering.
Van 1860-1862 werd de kerk vergroot waarbij ook de oude toren werd afgebroken en een nieuwe gebouwd, dit alles naar ontwerp van Louis Spaak.
Vanaf 1900 werden, door de toegenomen bevolking, nieuwe parochies afgesplitst zodat Sint-Genesius-Rode uiteindelijk vier parochies zou tellen.
In 1909 werd het omringende kerkhof opgeheven. In hetzelfde jaar werd achter de kerk een Mariagrot opgericht.

## Gebouw
Het betreft een driebeukige kerk in min of meer neoromaanse stijl. De westgevel heeft een ingebouwde toren en verticale accenten.

## Interieur
De preekstoel, uit 1721, is in barokstijl. Verder bevat de kerk de bovengenoemde biechtstoelen, zijaltaren en communiebank, afkomstig uit de voormalige Priorij Zevenborren. Zoöok het orgel dat een 17e-eeuwse kern heeft maar waarvan de orgelkast in 1868 werd vernieuwd en ook het orgel ingrijpend werd vernieuwd, door Anneessens. Een deel van het pijpwerk is echter nog uit het oude orgel afkomstig.